# Vanilla schwackeana
Vanilla schwackeana é uma espécie de orquídea de hábito escandente e crescimento reptante que existe de Pernambuco à Minas Gerais no Brasil. São plantas clorofiladas de raízes aéreas; sementes crustosas, sem asas; e inflorescências de flores de cores pálidas que nascem em sucessão, de racemos laterais.
Esta espécie pode ser reconhecida entre as Vanilla por apresentar labelo levemente trilobado com a parte superior internamente ornada de linhas destacadas verrucosas e margens onduladas denticuladas; folhas carnosas oval elípticas com extremidade muito aguçada de até 11 centímetros de comprimento por até 32 milímetros de largura; e sépalas de até 4,4 centímetros de comprimento com extremidade obtusa.